# Гай Сульпіцій Галл (консул 166 року до н. е.)
Гай Сульпіцій Галл (лат. Gaius Sulpicius Gallus, Galus; ? — близько 149 до н. е.) — політичний, державний та військовий діяч, астроном часів Римської республіки, консул 166 року до н. е.

## Життєпис
Походив з патриціанського роду Сульпіціїв. Син Гая Сульпіція Галла, претора 211 року до н. е. Про молоді роки немає відомостей. 
Завдяки товариським стосункам з Луцієм Емілієм Павлом призначено очільником провінції Дальня Іспанія, поки сам Павло не прибув на місто у 190 році до н. е. 182 року до н. е. був легатом Луція Емілія під час придушення повстання у Лігурії.
У 169 році до н. е. обрано міським претором. Під час своєї каденції займався формуванням нових легіонів для війни із Македонією. 168 року до н. е. як військовий трибун бере участь у військовій кампанії Емілія Павла проти царя Персея. Проявив себе у битві при Підні. Саме він заспокоїв легіонерів, коли в ніч перед битвою відбулося місячне затемнення. 167 року до н. е. очолив залогу м. Амфіполь.
У 166 році до н. е. обрано консулом разом з Марком Клавдієм Марцеллом. Успішно вів війну проти альпійських галлів та лігурів, за що отримав тріумф.
У 164 році до н. е. увійшов до посольства, яке вирушило до Греції та Пергаму, щоб підтвердити союзні стосунки. По поверненню до Риму відійшов від справ, зайнявшись наукою. Помер до 149 року до н. е.

## Наукова діляльність
Цікавився астрономію. Згодом став вивчати її більш ґрунтовно. Вивчав праці давньогрецьких вчених з цього питання. Був знайомий зі сферами Архімеда та розвідками Піфагора. Написав книгу з астрономії, про яку згадують Пліній Старший та Марк Терренцій Варрон. Вона не збереглася дотепер. Зокрема дав опис місячному затемненню, його природі. Також дав опис сфер Архімеда, який зберігся завдяки Цицеронові, що цитує його в трактаті «Про державу». На честь Гая Сульпіція Галла названо кратер на Місяці.